# 铁山镇 (政和县)
铁山镇，是中华人民共和国福建省南平市政和县下辖的一个乡镇级行政单位。

## 行政区划
铁山镇下辖以下地区：
铁山村、南干村、东干村、李屯洋村、大红村、江上村、张屯村、向前村、高林村、半源村、凤林村、元山村、大岭村和罗家地村。